# Berezowica Wielka (gmina)
Berezowica Wielka – dawna gmina wiejska w powiecie tarnopolskim województwa tarnopolskiego II Rzeczypospolitej. Siedzibą gminy była Berezowica Wielka.

## Historia
Gminę utworzono 1 sierpnia 1934 r. w ramach reformy na podstawie ustawy scaleniowej z dotychczasowych gmin wiejskich: Berezowica Wielka, Bucniów, Ostrów i Petryków.
W marcu 1938 przyznano marszałkowi Edwardowi Śmigłemu-Rydzowi honorowe obywatelstwo gminy.
W latach 1941–43 w Landkreis Tarnopol (Generalne Gubernatorstwo). 1 kwietnia 1943 z gminy Berezowica Wielka  wyłączono Petryków, włączając go do Tarnopola.
Po II wojnie światowej obszar gminy znalazł się w ZSRR.